# 山崎利勝
山崎利勝（やまざき としかつ、1964年11月21日 - ）は、海水魚飼育研究家である。死滅回遊魚採集サークル「外房さざ波会」所属。なお、姓名の正式な表記は「山﨑」（「崎」の字は山偏に竒）である。

## 経歴
千葉県市川市に自転車店の長男として生まれる。地元の私立市川中学校・高等学校卒業後、横浜放送映画専門学院（現・日本映画学校）へ入学する。
同校卒業後、映画タイトル制作、書店販売員、出版社営業、海水魚専門店勤務を経て、1997年に海水魚飼育の専門誌『季刊マリンアクアリスト』を主とするエムピージェー発行の出版物の制作に携わり、現在に至る。
幼少時より父親が趣味としていた海水魚飼育に影響を受け、1978年にはじめてトゲチョウチョウウオを飼育するが、白点病治療に使用する硫酸銅が劇薬指定のため中学生には購入できず全滅させる。1986年に海水魚飼育を再開、以来長期飼育が難しいと言われるチョウチョウウオの仲間を中心に、採集と飼育を楽しんでいる。

## 著作

### 単行本
- 『1995 世界の海水魚カタログ』（成美堂出版 ISBN 4-415-03697-X 1994年7月）
共著
- 『1996 世界の海水魚カタログ』（成美堂出版 ISBN 4-415-04058-6 1995年8月）
共著
- 『はじめてのマリンアクアリウム』月刊アクアライフ別冊（エムピージェー 1999年12月）
共著
- 『失敗しない海水魚の基礎知識』月刊アクアライフ別冊（エムピージェー 2006年7月）
共著。
- 『おもしろ磯あそび』（エムピージェー ISBN 978-4-89512-559-8 2009年7月）

### 雑誌
- 『海水魚の病気とその治療法－海水性白点病』月刊フィッシュマガジン1998年4月号（緑書房 ）
坂上博美名義

### 編集
- 『Salt & Sea』No.6 - 25（シーガルクラブ 1990年10月 - 1998年1月）
- 『季刊マリンアクアリスト』No.7 - （エムピージェー 1998年3月 - ）